# Đại Quang Hiển
Đại Quang Hiển (tiếng Hàn: 대광현/ 大光顯/ Dae Gwang-hyeon, ? ~ ?) là vị thái tử cuối cùng của vương quốc Bột Hải, là con trai cả của quốc vương Đại Nhân Soạn. Ông đã lãnh đạo những người tị nạn Bột Hải nam tiến xuống Cao Ly.

## Thời Đại Vĩ Hài
Đại Quang Hiển sinh ra vào đầu thời kỳ cai trị của vua Đại Vĩ Hài, là con của Đại Nhân Soạn, hậu duệ đời thứ mười của Đại Dã Bột - đệ của Bột Hải Cao Vương (Đại Tộ Vinh).
Vua Đại Vĩ Hài (bác của Đại Quang Hiển) đã cử vương tử Đại Phong Duệ (Dae Bong-ye, khi đó đã hơn 15 tuổi, anh họ của Đại Quang Hiển) cùng đoàn sứ giả người Bột Hải sang nhà Đường (đời vua Đường Chiêu Tông) tiến cống vào năm 895, ngẫu nhiên lại trùng hợp lúc sứ giả nước Tân La (đời vua Tân La Chân Thánh nữ vương) cũng đến Trường An nhà Đường, điều này phát sinh sự kiện tranh tịch giữa Bột Hải và Tân La. Học giả Tân La là Thôi Trí Viễn ghi rằng Đại Phong Duệ và đoàn sứ giả người Bột Hải ở Trường An nhà Đường đã tự xưng Bột Hải là "Mạt Hạt", "Túc Mạt Tiểu Phiên", đồng thời nhận nước Tân La là thượng quốc. Bởi lẽ khi đó giới quý tộc gốc Cao Câu Ly trong triều đình Bột Hải đã bị người Mạt Hạt lấn át quyền hành và dân số người Mạt Hạt trong lãnh thổ vương quốc Bột Hải này cũng đã chiếm tỷ lệ cao hơn người gốc Cao Câu Ly. Một số sứ thần Bột Hải cũng đã mang họ Mạt Hạt.
Tháng 10 năm 895, một sắc lệnh của vua Đường Chiêu Tông nhà Đường đã được trao cho vua Đại Vĩ Hài của vương quốc Bột Hải. Nội dung của sắc lệnh là công nhận Đại Vĩ Hài là vua của vương quốc Bột Hải.
Vương quốc Bột Hải của vua Đại Vĩ Hài tiếp tục bang giao với Nhật Bản (các đời Thiên hoàng Uda, Thiên hoàng Daigo).
Năm 899 thủ lĩnh Cung Duệ ở phía bắc Tân La (đời vua Tân La Hiếu Cung Vương) đánh chiếm vài thành trì của vương quốc Bột Hải (đời vua Đại Vĩ Hài) tại Nam Hải phủ ở phía đông thành Bình Nhưỡng.
Năm 905 vua Cung Duệ nước Ma Chấn (Majin) đánh chiếm thành Bình Nhưỡng thuộc Liêu Đông phủ của vương quốc Bột Hải (đời vua Đại Vĩ Hài) và kêu gọi tiêu diệt nhà nước Tân La (đời vua Tân La Hiếu Cung Vương).
Cùng năm 905 vua Đại Vĩ Hài phái đại thần Ô Chiêu Đạc (烏炤度) đi sứ sang nhà Đường (đời vua Đường Ai Đế) để bang giao. Vương quốc Bột Hải dưới thời vua Đại Vĩ Hài đã đạt được tiến bộ trong lĩnh vực ngoại giao.
Năm 906 vua Đại Vĩ Hài (bác của Đại Quang Hiển) mất, hưởng thọ khoảng 44-45 tuổi. Dù Đại Vĩ Hài có 1 vương tử là Đại Phong Duệ (Dae Bong-ye, khi đó đã hơn 25 tuổi, anh họ của Đại Quang Hiển) nhưng em trai ông ta là Đại Nhân Soạn (khi đó đã hơn 30 tuổi, cha của Đại Quang Hiển) được lên kế vị ngôi vua Bột Hải.

## Thời Đại Nhân Soạn
Vua Đại Nhân Soạn (cha của Đại Quang Hiển) vừa lên ngôi vua của vương quốc Bột Hải thì lập tức phái đoàn sứ giả sang Nhật Bản (đời Thiên hoàng Daigo) để bang giao, tiếp tục duy trì mối giao thiệp giữa vương quốc Bột Hải và Nhật Bản. Theo nhà sử học Nhật Bản Shiratori Kurakichi, 26 trong số 85 sứ giả từng được vương quốc Bột Hải cử đến Nhật Bản mang họ điển hình của Cao Câu Ly là họ Cao (Go), họ vẫn thường được sử dụng ở Hàn Quốc và Triều Tiên ngày nay, cho thấy sự hiện diện đáng kể của Cao Câu Ly trong văn hóa của vương quốc Bột Hải. Vua Đại Nhân Soạn lập con trai trưởng là Đại Quang Hiển (khi đó mới hơn 10 tuổi) làm thái tử của vương quốc Bột Hải.
Giai đoạn trị vì của vua Đại Nhân Soạn chứng kiến những thay đổi nhanh chóng của các quốc gia xung quanh. Ở phía nam Bột Hải thì Tân La đang bị Ma Chấn chiếm cứ phía bắc và Hậu Bách Tế chiếm cứ phía đông, hình thành nên Hậu Tam quốc.

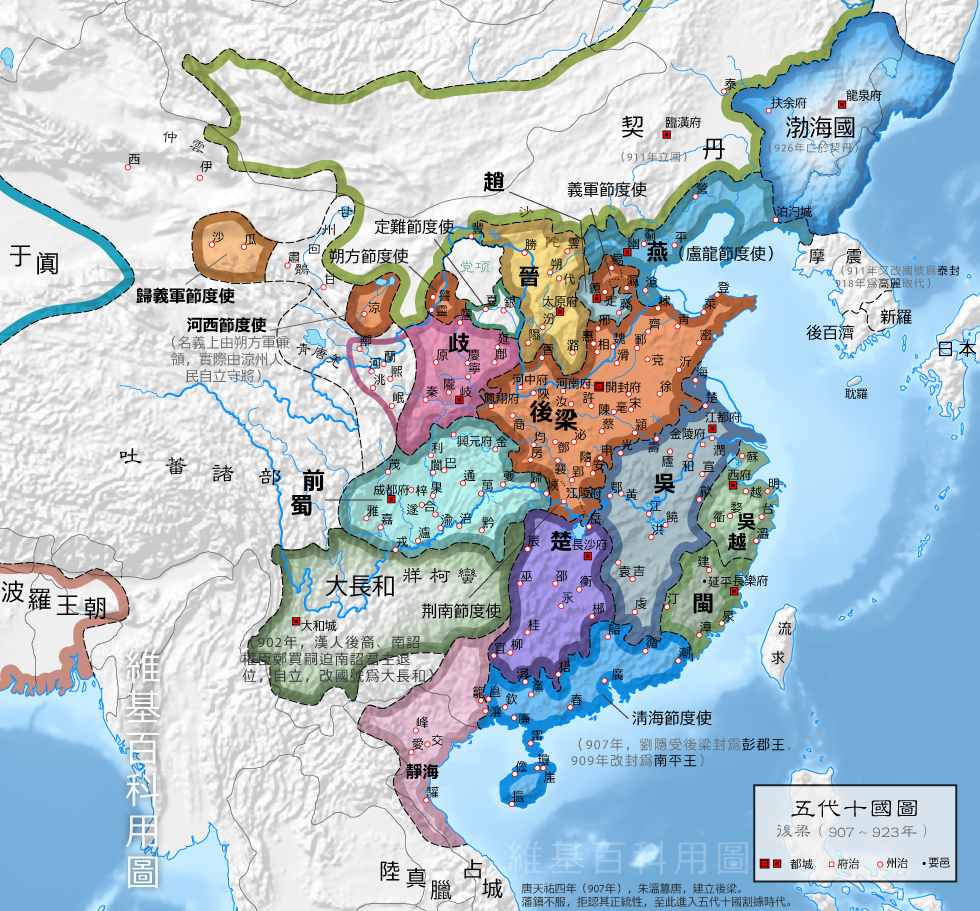
Thời nhà Hậu Lương (907-923)
Bột Hải Quốc (渤海國) - Vương quốc Bột Hải
Yên (燕)
Tấn (晉), tiền thân của Hậu Đường
Triệu (趙)
Kỳ (岐)
Hậu Lương (後梁)
Tiền Thục (前蜀)
Ngô (吳)
Ngô Việt (吳越)
Mân (閩)
Sở (楚)
Đại Trường Hòa (大長和)
Nam Hán (南漢)
Tĩnh Hải quân tiết độ sứ (靜海軍節度使)

Khi đó, nhà Đường đang phải đối mặt với cuộc khủng hoàng nghiêm trọng sau cuộc khởi nghĩa của Hoàng Sào (874 - 884). Sau đó, Chu Toàn Trung nắm được vị trí quan trọng nhất của nhà Đường, giết vua Đường Chiêu Tông năm 904 và ép vua Đường Ai Đế nhường ngôi cho mình rồi lập nên nhà Hậu Lương vào năm 907.
Cùng năm 907, vương quốc Bột Hải (đời vua Đại Nhân Soạn) xảy ra xung đột với tộc Khiết Đan của Gia Luật A Bảo Cơ vì quyết định của người Khiết Đan gần Xích Phong và Thông Liêu hiện đại, những người đã từng công nhận uy quyền tối cao của vương quốc Bột Hải từ đời vua Đại Kiền Hoảng, trở thành một phần của tộc Khiết Đan do Gia Luật A Bảo Cơ đứng đầu. Gia Luật A Bảo Cơ đưa quân Khiết Đan đi đánh chiếm lưu vực Liêu Hà thuộc Liêu Đông phủ của vương quốc Bột Hải, dẫn đến một cuộc xung đột đẫm máu kéo dài 20 năm giữa tộc Khiết Đan và vương quốc Bột Hải.
Từ năm 908 đến năm 910, tộc Khiết Đan của thủ lĩnh Gia Luật A Bảo Cơ và vương quốc Bột Hải của vua Đại Nhân Soạn thường xuyên xảy ra giao tranh ở biên giới hai bên.
Năm 909 Lư Long Tiết độ sứ Lưu Thủ Quang của nhà Hậu Lương (đời vua Hậu Lương Thái Tổ) phái quân đi đánh chiếm vùng đất Liêu Đông (khi đó gọi là Liêu Đông phủ) của vương quốc Bột Hải (đời vua Đại Nhân Soạn). Liêu Đông vương của Liêu Đông phủ phải bỏ chạy về phía tây.

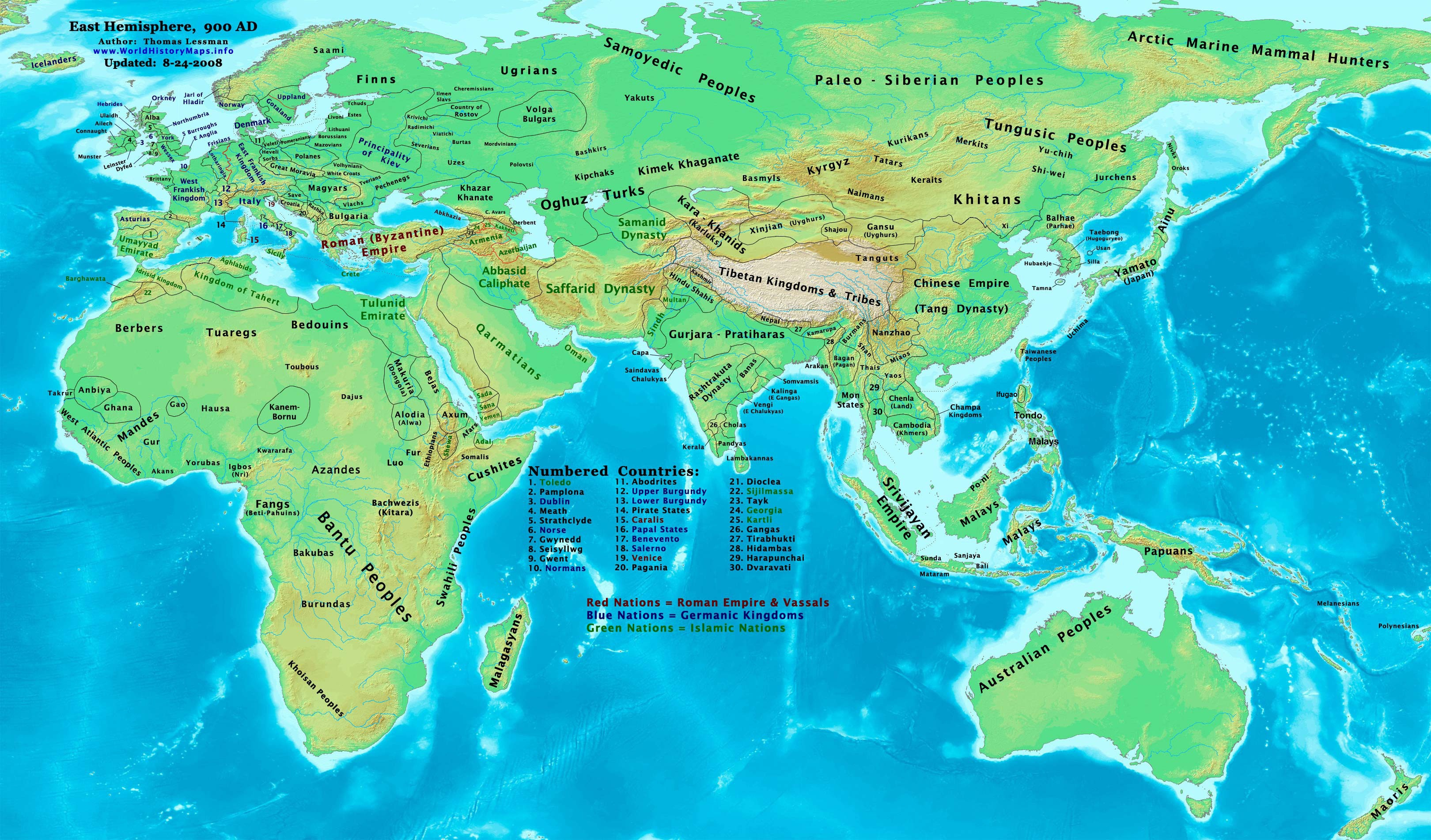
Bản đồ Châu Á năm 911 hiển thị vị trí của vương quốc Bột Hải (đời vua Đại Nhân Soạn) và các nước láng giềng của họ.

Năm 911, vua Đại Nhân Soạn của vương quốc Bột Hải phái quân đánh chiếm lại Liêu Đông phủ (bán đảo Liêu Đông) từ nước Yên của vua Lưu Thủ Quang. Liêu Đông vương từ phía tây trở về cai trị Liêu Đông phủ.
Trong năm 911, vua Tân La Hiếu Cung Vương của Tân La đã gửi quân Tân La đi đường biển lên phía bắc, hội quân với quân đội của vương quốc Bột Hải (đời vua Đại Nhân Soạn) cùng tấn công khu vực Liêu Hà của tộc Khiết Đan (đời thủ lĩnh Gia Luật A Bảo Cơ). Cuộc chiến bất phân thắng bại và liên quân Tân La - Bột Hải đã chủ động lui quân.
Năm 912, các thành viên trong gia tộc của thủ lĩnh Gia Luật A Bảo Cơ người Khiết Đan, bao gồm hầu hết các em trai của ông ta, đã cố gắng tiến hành nổi dậy vũ trang và kêu gọi vua Đại Nhân Soạn của vương quốc Bột Hải phái quân đến tiếp ứng cho họ. Gia Luật A Bảo Cơ phát giác ra kế hoạch đó nên đã nhanh chóng dẫn quân đi đánh bại quân đội của các em trai ông ta. Sau đó ông ta cũng đánh tan quân Bột Hải (do vua Đại Nhân Soạn phái đến) ngay tại biên giới. Sau khi cuộc nổi dậy đầu tiên bị đánh bại, Gia Luật A Bảo Cơ đã tha thứ cho những người chủ mưu.
Năm 913 các thành viên trong gia tộc của thủ lĩnh Gia Luật A Bảo Cơ người Khiết Đan, bao gồm hầu hết các em trai của ông ta, đã cố gắng tiến hành nổi dậy vũ trang lần thứ hai và lại kêu gọi vua Đại Nhân Soạn của vương quốc Bột Hải phái quân đến tiếp ứng cho họ. Gia Luật A Bảo Cơ đã dẫn quân đi đánh bại quân đội của các em trai ông ta. Sau đó ông ta lại đánh tan quân Bột Hải (do vua Đại Nhân Soạn phái đến) ngay tại biên giới. Sau cuộc nổi dậy lần thứ hai này, chỉ có các em trai của Gia Luật A Bảo Cơ được tha, những người chủ mưu khác đều bị ông ta xử tử.
Năm 914 Tấn vương Lý Tồn Úc của nước Tấn tiêu diệt nước Yên của vua Lưu Thủ Quang, giết Lưu Thủ Quang, đưa biên giới nước Tấn giáp với Liêu Đông phủ của vương quốc Bột Hải.
Cùng năm 914 thủ lĩnh Gia Luật A Bảo Cơ của tộc Khiết Đan đã phái quân tấn công Liêu Đông phủ của vương quốc Bột Hải. Vua Đại Nhân Soạn đã gấp rút cử quân Bột Hải đến giúp Liêu Đông vương phòng thủ. Nhiều cuộc chiến đấu đẫm máu giữa hai bên đã diễn ra ở Liêu Đông phủ.

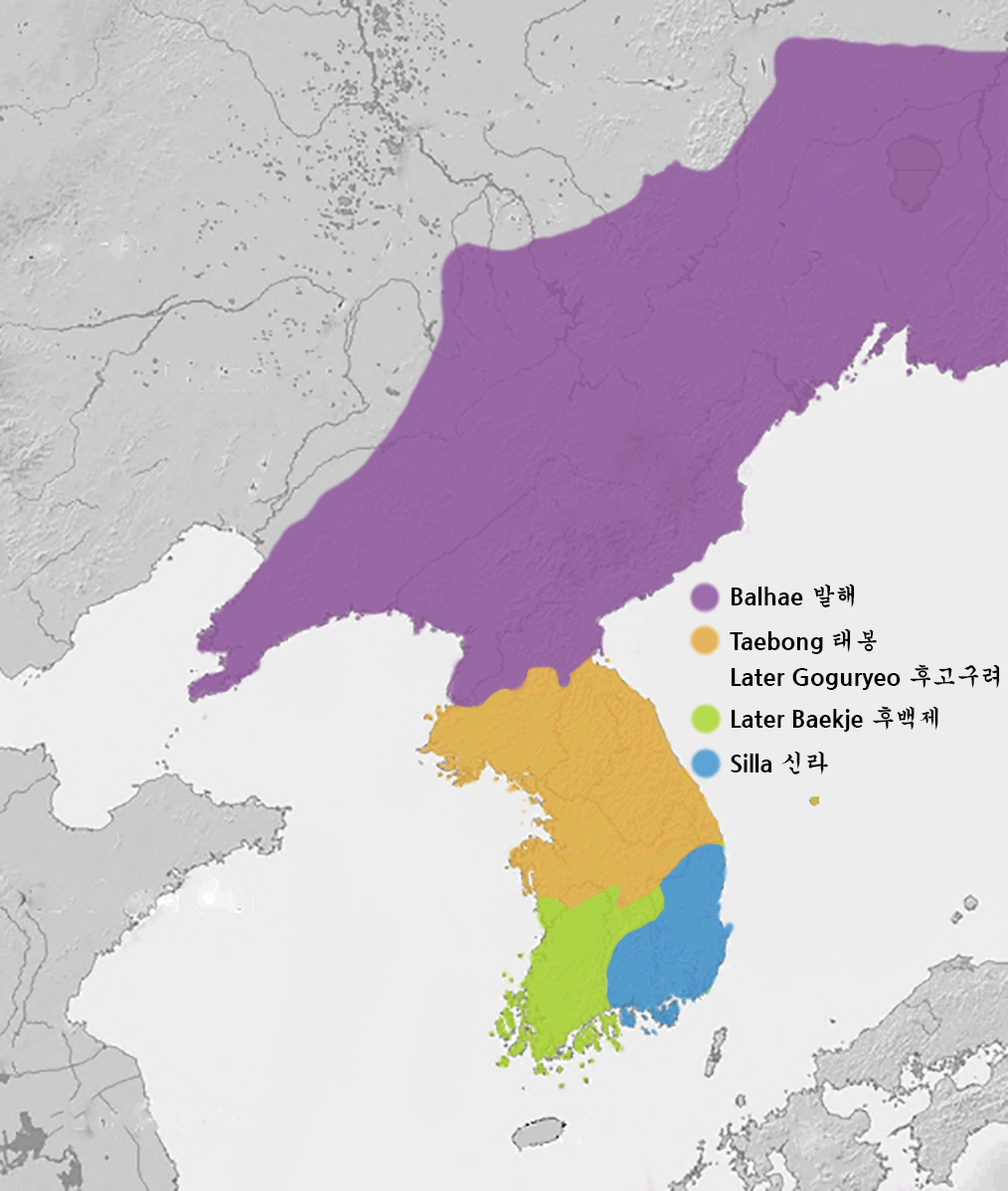
Bản đồ vương quốc Bột Hải (màu tím) của vua Đại Nhân Soạn, Thái Phong (màu cam) của vua Cung Duệ, Hậu Bách Tế (màu xanh lá) của vua Chân Huyên và Tân La (màu xanh dương) của vua Tân La Thần Đức Vương năm 915.

Năm 915, thủ lĩnh Gia Luật A Bảo Cơ của tộc Khiết Đan xuất binh chinh phạt người Thất Vi thắng lợi về nước, song lại bị các địch thủ chính trị ép giao lại tước vị thủ lĩnh liên minh Khiết Đan (do Gia Luật A Bảo Cơ đã làm thủ lĩnh Khiết Đan 3 nhiệm kỳ với 9 năm). Gia Luật A Bảo Cơ sau đó đã nổi dậy giết chết các địch thủ chính trị, thống nhất các bộ lạc Khiết Đan khác nhau lại thành một mối. Vua Đại Nhân Soạn của vương quốc Bột Hải nhân cơ hội tộc Khiết Đan vừa trải qua các cuộc chém giết đẫm máu thì phái quân Bột Hải tấn công tộc Khiết Đan. Tuy nhiên quân Bột Hải đã bị Gia Luật A Bảo Cơ đánh bại, phải lui quân.
Vấn đề thực sự đối với vương quốc Bột Hải lúc này là người Khiết Đan, thế lực đã phát triển hùng mạnh ở phía tây Mãn Châu. Gia Luật A Bảo Cơ người Khiết Đan đã thống nhất các bộ lạc Khiết Đan lại thành một mối, lập nên Đại Khiết Đan quốc vào ngày 17 tháng 3 năm 916, xóa đi tình trạng chỉ là những bộ tộc Khiết Đan nhỏ và nhược tiểu trong quá khứ. Đích thân hoàng đế Gia Luật A Bảo Cơ dẫn quân Khiết Đan tấn công Liêu Đông phủ của vương quốc Bột Hải (đời vua Đại Nhân Soạn) vào cuối năm 916. Đến giữa năm 917 quân Khiết Đan mới lui quân.
Sau khi tiêu diệt bộ tộc Thất Vi trong năm 917, lãnh thổ Đại Khiết Đan quốc của Gia Luật A Bảo Cơ đã bao bọc biên giới phía bắc của vương quốc Bột Hải (đời vua Đại Nhân Soạn). Từ năm 917, hoàng đế Gia Luật A Bảo Cơ để thái tử Gia Luật Bội trông nom kinh đô Lâm Hoàng (臨潢, nay thuộc Xích Phong, Nội Mông, Trung Quốc) rồi định kỳ dẫn quân xâm nhập Lô Long, U Châu của nước Tấn (đời Tấn vương Lý Tồn Úc). Trong thời gian này, Thái tử Gia Luật Bội được cho là đã phác thảo một kế hoạch chinh phục vương quốc Bột Hải (đời vua Đại Nhân Soạn), nước láng giềng phía đông của Đại Khiết Đan quốc.
Cùng năm 917, các em của hoàng đế Gia Luật A Bảo Cơ nước Đại Khiết Đan quốc tiếp tục âm mưu làm phản lại ông ta, song họ đều dễ dàng bị ông ta đè bẹp. Vua Đại Nhân Soạn của vương quốc Bột Hải cũng nhân lúc Đại Khiết Đan quốc đang gặp nội loạn thì phái quân Bột Hải tấn công Liêu Hà của Đại Khiết Đan quốc. Gia Luật A Bảo Cơ nhanh chóng đến Liêu Hà đánh lui quân Bột Hải này.
Vua Đại Nhân Soạn cũng phải tìm mọi cách để tăng cường sức mạnh phòng thủ nhằm chống lại thế lực mạnh mới xuất hiện ở phía nam. Năm 918 Vương Kiến lật đổ và sát hại vua Cung Duệ của nước Thái Phong, sau đó Vương Kiến tự lập làm vua, lấy quốc hiệu là Cao Ly. Sử gọi Vương Kiến là vua Cao Ly Thái Tổ. Vua Đại Nhân Soạn đã ủng hộ việc lập liên minh giữa vương quốc Bột Hải với Cao Ly. Tuy nhiên, tác động này không mạnh và không thể diễn ra vì cuộc xung đột tiếp diễn giữa các quý tộc khác nguồn gốc trong chính quyền Bột Hải (chủ yếu là người gốc Cao Câu Ly và người Mạt Hạt), những người chỉ mong chờ trở thành người tiếp theo bước lên ngai vàng của vương quốc Bột Hải.
Cùng năm 918 Hoàng đế Gia Luật A Bảo Cơ của Đại Khiết Đan quốc xuất quân từ Liêu Hà đánh chiếm Liêu Đông phủ của vương quốc Bột Hải (đời vua Đại Nhân Soạn), bao bọc toàn bộ biên giới phía tây và phía bắc của vương quốc Bột Hải. Quân Khiết Đan bắt giữ nhiều tù binh Bột Hải. Liêu Đông vương của Liêu Đông phủ lại bỏ chạy về phía tây. Điều này khiến cho cả triều đình Bột Hải rơi vào cảnh hoang mang. Vua Đại Nhân Soạn đã gấp rút cử quân đến giúp Áp Lục vương phòng thủ Áp Lục phủ, giúp Trường Lĩnh vương phòng thủ Trường Lĩnh phủ, giúp Phù Dư vương phòng thủ Phù Dư phủ, giúp Mạc Hiệt vương phòng thủ Mạc Hiệt phủ và giúp Thiết Lợi vương phòng thủ Thiết Lợi phủ. Nhiều cuộc chiến đấu đẫm máu giữa Khiết Đan và Bột Hải đã diễn ra ở Áp Lục phủ, Trường Lĩnh phủ, Phù Dư phủ, Mạc Hiệt phủ và Thiết Lợi phủ.
Vua Đại Nhân Soạn đã gửi hai sứ giả đến hai quốc gia láng giềng là Tân La (đời vua Tân La Cảnh Minh Vương) và Nhật Bản (đời Thiên hoàng Daigo) để yêu cầu họ giúp đỡ vương quốc Bột Hải trong việc chống lại Đại Khiết Đan quốc, nhưng không ai đáp ứng lời đề nghị đó.
Từ năm 919 đến năm 922 đã xảy nhiều cuộc chiến đấu đẫm máu giữa Đại Khiết Đan quốc (đời hoàng đế Gia Luật A Bảo Cơ) và vương quốc Bột Hải (đời vua Đại Nhân Soạn) ở Áp Lục phủ, Trường Lĩnh phủ, Phù Dư phủ, Mạc Hiệt phủ và Thiết Lợi phủ (5 phủ của vương quốc Bột Hải).
Quyền lực ngày càng tăng của Đại Khiết Đan quốc (đời hoàng đế Gia Luật A Bảo Cơ) ở Mãn Châu là mối đe dọa lớn nhất đối với vương quốc Bột Hải của vua Đại Nhân Soạn.
Năm 923, hoàng đế Gia Luật A Bảo Cơ nước Đại Khiết Đan quốc cùng con trai thứ hai là Gia Luật Đức Quang dẫn quân từ Liêu Đông phủ đánh chiếm Trường Lĩnh phủ và Hiển Đức phủ của vương quốc Bột Hải. Trường Lĩnh vương và Hiển Đức vương bỏ chạy về kinh đô Thượng Kinh của vương quốc Bột Hải. Sau đó hoàng đế Gia Luật A Bảo Cơ cùng Gia Luật Đức Quang tiếp tục dẫn quân Khiết Đan công phá kinh đô Thượng Kinh (nay là Ninh An, Hắc Long Giang, Trung Quốc) thuộc Long Tuyền phủ của vương quốc Bột Hải. Vua Đại Nhân Soạn cùng Long Tuyền vương phái quân chống cự. Cuối cùng nhờ quân dân Bột Hải kiên cường chống đỡ, hoàng đế Gia Luật A Bảo Cơ cùng Gia Luật Đức Quang phải cho rút quân về nước Đại Khiết Đan quốc sau nhiều tháng chiến đấu. Trường Lĩnh vương và Hiển Đức vương trở lại cai trị Trường Lĩnh phủ và Hiển Đức phủ.
Cùng năm 923 vua Cao Ly Thái Tổ của Cao Ly đưa quân đi tiêu diệt hai tiểu quốc là Hắc Thủy quốc (黒水國) và Bảo Lộ quốc (寶露國) ở phía nam Nam Hải phủ của vương quốc Bột Hải (đời vua Đại Nhân Soạn), đe dọa biên giới vương quốc Bột Hải.
Năm 924 vua Đại Nhân Soạn huy động quân đội, xuất quân Bột Hải đánh đuổi quân Khiết Đan của Gia Luật A Bảo Cơ ra khỏi Liêu Đông phủ, tái chiếm lại Liêu Đông phủ, đưa biên giới vương quốc Bột Hải giáp với nhà Hậu Đường (đời vua Hậu Đường Trang Tông). Những tù binh Bột Hải từng bị quân Khiết Đan bắt giữ tại Liêu Đông phủ từ năm 918 đều được quân Bột Hải thả ra. Liêu Đông vương từ phía tây quay lại cai trị Liêu Đông phủ.
Giới quý tộc và quý tộc của vương quốc Bột Hải khi đó đều đến kinh đô Lạc Dương của nhà Hậu Đường (đời vua Hậu Đường Trang Tông) với tư cách là sứ giả và học sinh, nhiều người trong số họ đã đỗ các kỳ thi của triều đình nhà Hậu Đường. Một cháu trai hoàng gia Bột Hải được ghi nhận đã đỗ kỳ thi của nhà Hậu Đường (đời vua Hậu Đường Trang Tông) trong năm 924.
Cuối năm 924, vua Đại Nhân Soạn của vương quốc Bột Hải tiếp tục phái quân Bột Hải tấn công vào lãnh thổ của Đại Khiết Đan quốc (đời hoàng đế Gia Luật A Bảo Cơ).
Đầu năm 925, trong lúc đại quân của vương quốc Bột Hải (đời vua Đại Nhân Soạn) đang tấn công vào lãnh thổ của Đại Khiết Đan quốc (đời hoàng đế Gia Luật A Bảo Cơ), một tướng của vương quốc Bột Hải tên là Thần Đức (Sindeok) đã dẫn quân đội của mình từ Nam Hải phủ của vương quốc Bột Hải đến Cao Ly quy hàng vua Cao Ly Thái Tổ.
Lúc này nước Tân La (đời vua Tân La Cảnh Ai Vương) đang bị nước Hậu Bách Tế (đời vua Chân Huyên) liên tục tấn công áp đảo. Suy nghĩ về việc tìm kiếm liên minh từ bên ngoài để chống lại Hậu Bách Tế, vua Tân La Cảnh Ai Vương đã chọn Đại Khiết Đan quốc (đời hoàng đế Gia Luật A Bảo Cơ) và phái sứ giả sang Đại Khiết Đan quốc để lập liên minh giữa hai nước trong đầu năm 925. Tuy nhiên Đại Khiết Đan quốc đang bị quân đội của vương quốc Bột Hải (đời vua Đại Nhân Soạn) tấn công mãnh liệt. Toàn bộ Liêu Hà và vùng phía tây Liêu Hà của Đại Khiết Đan quốc đã rơi vào tay vương quốc Bột Hải. Kinh đô Lâm Hoàng (臨潢, nay thuộc Xích Phong, Nội Mông, Trung Quốc) của Đại Khiết Đan quốc đang trong tình trạng báo động. Vua Tân La Cảnh Ai Vương liền phái một đạo quân Tân La theo đường biển đi lên phía đông bắc đánh phá Nam Hải phủ và Long Nguyên phủ của vương quốc Bột Hải và phái một đạo quân Tân La đi đường biển lên phía tây bắc hỗ trợ Đại Khiết Đan quốc chống lại quân đội của vương quốc Bột Hải đang xâm lược.
Theo truyền thống, các sử gia tin rằng xung đột sắc tộc giữa những người Triều Tiên nắm quyền lực và người Mạt Hạt đã làm suy yếu vương quốc Bột Hải.

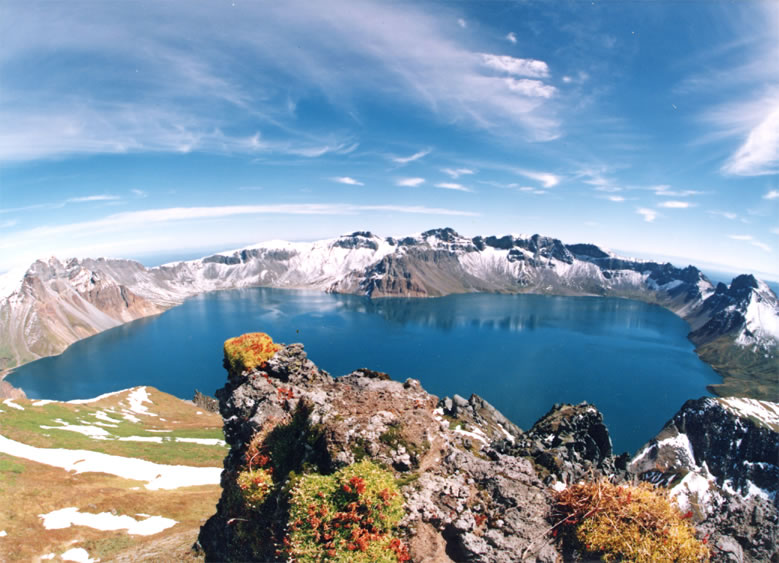
Thiên Trì thuộc núi Trường Bạch - Hõm chảo núi lửa lớn nhất thế giới.

Núi Trường Bạch (Baekdu, Bạch Đầu trong tiếng Triều Tiên) thuộc Áp Lục phủ trong lãnh thổ vương quốc Bột Hải đã phun trào núi lửa một cách khủng khiếp vào thế kỷ thứ X (có khả năng là trong thời gian từ đầu năm 925 đến năm 947), ngọn núi khi đó nằm ở trung tâm của vương quốc Bột Hải. Núi Trường Bạch hiện vẫn còn một trong các hõm chảo núi lửa lớn nhất thế giới là Thiên Trì. Tro tàn của vụ phun trào này có thể tìm thấy trên một khu vực rộng lớn, thậm chí là trong lớp trầm tích tại miền bắc Nhật Bản (đời Thiên hoàng Daigo). Vụ nổ đã tạo ra một số lượng rất lớn tro núi lửa, gây thiệt hại nông nghiệp và tính ổn định của xã hội Bột Hải.
Do hậu quả của thiên tai này quá lớn nên vua Đại Nhân Soạn đã cho rút toàn bộ quân đội Bột Hải ra khỏi lãnh thổ Đại Khiết Đan quốc để về khắc phục hậu quả thiên tai của vương quốc Bột Hải. Sau đó, các chiến binh Tân La đã được hoàng đế Gia Luật A Bảo Cơ khen thưởng nhờ công lao giúp ông ta đánh đuổi quân Bột Hải xâm lược. Vua Đại Nhân Soạn đã bố trí đại quân Bột Hải ở Liêu Đông phủ để ngăn quân Khiết Đan thừa cơ Bột Hải đang gặp khó khăn sau thiên tai mà tấn công.
Hoàng đế Gia Luật A Bảo Cơ của Đại Khiết Đan quốc thái tử Gia Luật Bội và Gia Luật Đức Quang xuất quân đi xâm lược vương quốc Bột Hải (đời vua Đại Nhân Soạn) vào cuối năm 925. Để tránh tuyến phòng thủ của đại quân Bột Hải ở Liêu Đông phủ, quân Khiết Đan đã đi con đường vòng đến bao vây và tấn công Phù Dư phủ của vương quốc Bột Hải.
Thành Phù Châu (nay là Khai Nguyên, Liêu Ninh, Trung Quốc) thuộc Phù Dư phủ của vương quốc Bột Hải nhanh chóng rơi vào tay quân Khiết Đan. Phù Dư vương bỏ chạy đến trọng thành Phù Dư (夫餘, nay thuộc Tứ Bình, Cát Lâm, Trung Quốc) thuộc Phù Dư phủ của vương quốc Bột Hải. Vào ngày 21 tháng 12 âm lịch năm Ất Dậu (năm 925), tức là ngày 7 tháng 1 dương lịch năm Bính Tuất (năm 926), quân Khiết Đan do Gia Luật Bội (con trưởng của Gia Luật A Bảo Cơ) và Gia Luật Đức Quang (con thứ hai của Gia Luật A Bảo Cơ) chỉ huy tiến hành bao vây trọng thành Phù Dư của vương quốc Bột Hải. Hoàng đế Gia Luật A Bảo Cơ đích thân chỉ huy đại quân Khiết Đan trực chỉ kinh đô Thượng Kinh (nay là Ninh An, Hắc Long Giang, Trung Quốc) thuộc Long Tuyền phủ của vương quốc Bột Hải, nhằm bắt sống kẻ thù không đội trời chung suốt 20 năm qua là vua Đại Nhân Soạn.
Từ ngày 23 tháng 12 âm lịch năm Ất Dậu (năm 925) - tức là ngày 9 tháng 1 năm Bính Tuất (năm 926) đến ngày 2 tháng 1 âm lịch năm Bích Tuất - tức là ngày 18 tháng 1 năm 926, hoàng đế Gia Luật A Bảo Cơ đã dẫn quân Khiết Đan lần lượt đánh chiếm 4 thành của vương quốc Bột Hải là Túc Châu (nay là Cửu Đài, Cát Lâm, Trung Quốc) thuộc Túc Châu phủ, Mạc Châu (nay là A Thành, Hắc Long Giang, Trung Quốc) thuộc Mạc Hiệt phủ, Trung Kinh (nay là Hòa Long, Cát Lâm, Trung Quốc) thuộc Hiển Đức phủ và Đồng Châu (nay là Uông Thanh, Cát Lâm, Trung Quốc) thuộc Đồng Châu phủ. Túc Châu vương, Mạc Hiệt vương, Hiển Đức vương và Đồng Châu vương đều quy hàng quân Khiết Đan. Đến ngày 3 tháng 1 âm lịch năm Bích Tuất, tức là ngày 19 tháng 1 năm 926, trọng thành Phù Dư (夫餘, nay thuộc Tứ Bình, Cát Lâm, Trung Quốc) thuộc Phù Dư phủ bị quân Khiết Đan do Gia Luật Bội và Gia Luật Đức Quang chỉ huy đánh chiếm. (Điều này được xem là dấu chấm hết cho vương quốc Bột Hải, ngay cả khi vào lúc đó Gia Luật A Bảo Cơ vẫn chưa chiếm được kinh thành Thượng Kinh thuộc Long Tuyền phủ của vương quốc Bột Hải) Phù Dư vương quy hàng quân Khiết Đan. Vậy là chỉ trong vòng 10 ngày mà 5 thành trì quan trọng nhất của vương quốc Bột Hải là Túc Châu, Mạc Châu, Trung Kinh, Đồng Châu và trọng thành Phù Dư đều bị thất thủ trước đại quân Khiết Đan.
Vua Đại Nhân Soạn khẩn trương cử 30.000 quân Bột Hải đến hỗ trợ cho một lão tướng (老相) để ngăn cản bước tiến của quân Khiết Đan. Tuy nhiên lão tướng ấy cùng 30.000 quân Bột Hải đã gục ngã trước đội kỵ binh của người Khiết Đan do hoàng đế Gia Luật A Bảo Cơ chỉ huy.
Sau vài tháng đánh Bột Hải, quân Khiết Đan đã tràn ngập khắp đất nước Bột Hải. Những người Khiết Đan sinh sống trên lãnh thổ vương quốc Bột Hải từ thời Bột Hải Cao Vương cũng cầm vũ khí lên hỗ trợ quân đội Khiết Đan tiêu diệt vương quốc Bột Hải này. Mười bốn phủ còn lại của vương quốc Bột Hải là Long Tuyền phủ, Long Nguyên phủ, Nam Hải phủ, Áp Lục phủ, Trường Lĩnh phủ, Liêu Đông phủ, Định Lý phủ, An Biên phủ, Súy Tân phủ, Đông Bình phủ, Thiết Lợi phủ, Hoài Viễn phủ, An Viễn phủ và Doanh Châu phủ đều bị người Khiết Đan và quân đội Khiết Đan tấn công. Kinh đô Thượng Kinh (nay là Ninh An, Hắc Long Giang, Trung Quốc) nằm trên đồng cỏ rộng lớn thuộc Long Tuyền phủ của vương quốc Bột Hải bị quân Khiết Đan bao vây vào ngày 9 tháng 1 âm lịch năm Bính Tuất, tức là ngày 25 tháng 1 dương lịch năm 926.
Ngày 14 tháng 2 âm lịch năm Bính Tuất, tức là ngày 28 tháng 2 dương lịch năm 926, kinh đô Thượng Kinh (nay là Ninh An, Hắc Long Giang, Trung Quốc) thuộc Long Tuyền phủ của vương quốc Bột Hải thất thủ trước người Khiết Đan sau 34 ngày chiến đấu. Hoàng đế Gia Luật A Bảo Cơ cùng thái tử Gia Luật Bội chỉ huy binh sĩ Khiết Đan tràn vào thành Thượng Kinh. Vua cuối cùng của Bột Hải là Đại Nhân Soạn (khi đó hơn 50 tuổi) cùng Long Tuyền vương và 300 văn võ bá quan Bột Hải đã đầu hàng quân Khiết Đan. Vào thời điểm thất thủ, binh lính của vương quốc Bột Hải lên tới "hàng trăm nghìn" người theo Liêu sử. Thái tử Đại Quang Hiển (khi đó hơn 30 tuổi) đã tập hợp được một đội quân hàng vạn người Bột Hải đào thoát khỏi Thượng Kinh. Cung điện của Thượng Kinh đã bị đốt cháy bởi sự cướp bóc của quân đội Khiết Đan. Toàn bộ sách vở, tài liệu, thơ ca của vương quốc Bột Hải đều bị quân Khiết Đan thiêu hủy sạch sẽ. Do đó những thông tin hiện có ngày nay về vương quốc Bột Hải đều lấy từ các sách sử của Trung Quốc, Nhật Bản, Nga và Triều Tiên - Hàn Quốc.
Mười ba đại vương cai trị 13 phủ còn lại của vương quốc Bột Hải là Long Nguyên vương, Nam Hải vương, Áp Lục vương, Trường Lĩnh vương, Liêu Đông vương, Định Lý vương, An Biên vương, Súy Tân vương, Đông Bình vương, Thiết Lợi vương, Hoài Viễn vương, An Viễn vương và Doanh Châu vương đều quy hàng đại quân Khiết Đan của hoàng đế Gia Luật A Bảo Cơ. Vương quốc Bột Hải bị diệt vong sau 228 năm tồn tại với 15 đời vua. Mối giao thiệp giữa vương quốc Bột Hải và Nhật Bản (đời Thiên hoàng Daigo) kết thúc từ đây.

## Nỗ lực chống lại vương quốc Đông Đan
Hoàng đế Gia Luật A Bảo Cơ đổi tên kinh đô Thượng Kinh (nay là Ninh An, Hắc Long Giang, Trung Quốc) thành pháo đài Hốt Hãn. Đại Nhân Soạn cùng toàn bộ hoàng tộc Bột Hải bị áp giải đến Đại Khiết Đan quốc, nhiều cư dân Bột Hải cũng bị ép phải di cư đến Đại Khiết Đan quốc, trong khi nhiều người dân của vương quốc Bột Hải bao gồm nhiều quý tộc Bột Hải (khoảng 200.000 người) đã chạy trốn đến Cao Ly (đời vua Cao Ly Thái Tổ) ở phía nam. Một phần đông người Bột Hải sống trộn lẫn các bộ lạc của người Hắc Thủy Mạt Hạt và người Tungus và từ từ hình thành nên bộ tộc Nữ Chân.

Khu vực do Đại Khiết Đan quốc kiểm soát. Vương quốc Đông Đan được tô màu xanh lam.

Gia Luật A Bảo Cơ đã lập ra vương quốc Đông Đan trên lãnh thổ cũ của vương quốc Bột Hải, với kinh thành đặt ở Phù Dư, và lập Gia Luật Bội làm vương, tước hiệu Nhân Hoàng vương (人皇王), ứng với tước hiệu của bản thân Hoàng đế Gia Luật A Bảo Cơ là Thiên Hoàng đế và tước hiệu của hoàng hậu của ông ta là Địa Hoàng hậu. Một phần đất đai của Bột Hải được sáp nhập vào Đại Khiết Đan quốc và phần đất đai Bột Hải còn lại là nơi sinh sống của người Bột Hải gốc Cao Câu Ly vẫn giữ được độc lập. Gia Luật A Bảo Cơ trao cho con thứ Gia Luật Đức Quang hiệu Nguyên soái thái tử và cho Gia Luật Đức Quang thay thế Gia Luật Bội trông nom Lâm Hoàng (臨潢, nay thuộc Xích Phong, Nội Mông, Trung Quốc), nơi mà trước đây Gia Luật Bội từng phụ trách. Gia Luật A Bảo Cơ còn tiến hành thu biên người Nữ Chân của Bột Hải ở phương nam, gọi là Thục Nữ Chân, người Nữ Chân của Bột Hải ở phương bắc là Sinh Nữ Chân. Gia Luật A Bảo Cơ luôn có ý đồ nam hạ Trung Nguyên. Những người dân Bột Hải bị chinh phục ngay lập tức bắt đầu nổi dậy chống lại Đại Khiết Đan quốc của Gia Luật A Bảo Cơ từ năm 926.
Gia Luật Bội đã bước lên ngai vàng của vương quốc tại pháo đài Hốt Hãn, kinh đô Thượng Kinh của Bột Hải cũ, nay thuộc Ninh An, Hắc Long Giang, Trung Quốc. Vương quốc dùng tên Hán là Đông Đan, để tỏ lòng kính trọng với Đại Khiết Đan quốc ở phía tây.
Lãnh thổ của vương quốc Đông Đan bao gồm 19 phủ như vương quốc Bột Hải ngày trước, trong đó vua Gia Luật Bội đã đổi tên Phù Dư phủ thành Hoàng Long phủ:
- Yongcheon (Longquan, Long Tuyền). Thủ phủ của Long Tuyền phủ này là kinh đô Hốt Hãn (nay là Ninh An, Hắc Long Giang, Trung Quốc) của vương quốc Đông Đan.
- Hyeondeok (Xiande, Hiển Đức). Thủ phủ của Hiển Đức phủ này là cố đô Trung Kinh (nay là Hòa Long, Cát Lâm, Trung Quốc) của vương quốc Đông Đan.
- Yongwon (Longyuan, Long Nguyên). Thủ phủ của Long Nguyên phủ này là cố đô Đông Kinh (nay là Hồn Xuân, Cát Lâm, Trung Quốc) của vương quốc Đông Đan.
- Namhae (Nanhai, Nam Hải). Thủ phủ của Nam Hải phủ này là Nam Kinh (nay là Hàm Hưng, Triều Tiên) của vương quốc Đông Đan.
- Amnok (Yalu, Áp Lục). Thủ phủ của Áp Lục phủ này là Tây Kinh (nay là Lâm Giang, Cát Lâm, Trung Quốc) của vương quốc Đông Đan.
- Jangnyeong (Changling, Trường Lĩnh). Thủ phủ của Trường Lĩnh phủ này là Hà Châu (nay là Hoa Điện, Cát Lâm, Trung Quốc) của vương quốc Đông Đan.
- Hwanglong (Huanglong, Hoàng Long). Thủ phủ của Hoàng Long phủ này là Phù Dư (nay là Tứ Bình, Cát Lâm, Trung Quốc) của vương quốc Đông Đan.
- Makhil (Moxie, Mạc Hiệt). Thủ phủ của Mạc Hiệt phủ này là Mạc Châu (nay là A Thành, Hắc Long Giang, Trung Quốc) của vương quốc Đông Đan.
- Jeongmi (Dingli, Định Lý). Thủ phủ của Định Lý phủ này là Định Châu (nay là Partizansk, Primorsky Krai, Nga) của vương quốc Đông Đan.
- Anbyeon (Anbian, An Biên). Thủ phủ của An Biên phủ này là An Châu (nay là Olga, Primorsky Krai, Nga) của vương quốc Đông Đan.
- Solbin (Shuaibin, Súy Tân). Thủ phủ của Súy Tân phủ này là Hoa Châu (nay là Ussuriysk, Primorsky Krai, Nga) của vương quốc Đông Đan.
- Dongpyeong (Dongping, Đông Bình). Thủ phủ của Đông Bình phủ này là Y Châu (nay là Mật Sơn, Hắc Long Giang, Trung Quốc) của vương quốc Đông Đan.
- Cheolli (Tieli, Thiết Lợi). Thủ phủ của Thiết Lợi phủ này là Đức Lý trấn (nay là Y Lan, Hắc Long Giang, Trung Quốc) của vương quốc Đông Đan.
- Hoewon (Huaiyuan, Hoài Viễn). Thủ phủ của Hoài Viễn phủ này là Đạt Châu (nay là Đồng Giang, Hắc Long Giang, Trung Quốc) của vương quốc Đông Đan.
- Anwon (Anyuan, An Viễn). Thủ phủ của An Viễn phủ này là Ninh Châu Châu (nay là Dalnerechensk, Primorsky Krai, Nga) của vương quốc Đông Đan.
- Yodong (Liaodong, Liêu Đông). Thủ phủ của Liêu Đông phủ này là Liêu Đông thành (nay là Bạch Tháp, Liêu Ninh, Trung Quốc) của vương quốc Đông Đan.
- Sokju (Suzhou, Túc Châu). Thủ phủ của Túc Châu phủ là Túc Châu (nay là Cửu Đài, Cát Lâm, Trung Quốc) của vương quốc Đông Đan.
- Dongju (Tongzhou, Đồng Châu). Thủ phủ của Đồng Châu phủ là Đồng Châu (nay là Uông Thanh, Cát Lâm, Trung Quốc) của vương quốc Đông Đan.
- Yeongju (Yingzhou, Doanh Châu). Thủ phủ của Doanh Châu phủ là Doanh Châu (nay là Lâm Khẩu, Hắc Long Giang, Trung Quốc) của vương quốc Đông Đan.

Đội quân gồm hàng vạn người Bột Hải của Đại Quang Hiển (Dae Gwang-hyeon, con của cựu vua Đại Nhân Soạn) sau khi thoát khỏi Thượng Kinh thì ẩn nấu trong các làng mạc. Gia Luật A Bảo Cơ mất vào ngày 6 tháng 9 năm 926. Gia Luật Đức Quang lên ngôi vua của Đại Khiết Đan quốc vào ngày 11 tháng 12 năm 927 và mâu thuẫn với vua Gia Luật Bội của vương quốc Đông Đan. Để ngăn cản Gia Luật Bội tạo lập quyền lực riêng tại Đông Đan, Hoàng đế mới Gia Luật Đức Quang đã lệnh cho anh trai mình cùng toàn bộ dân trong thành phải dời đô từ Hốt Hãn thuộc Long Tuyền phủ ở Đông Mãn Châu đến Đông Bình (nay là Liêu Dương) thuộc Liêu Đông phủ ở Tây Mãn Châu trong tháng 12 năm 927. Những người Bột Hải cũ cũng bị cưỡng bách đến Đông Bình. Bản thân Hoàng vương Gia Luật Bội bị đặt dưới sự giám sát của các cận binh hoàng cung do hoàng đế Gia Luật Đức Quang phái đến.
Bột Hải hoàn toàn nằm dưới sự kiểm soát của người Khiết Đan, những người đã lập nên vương quốc Đông Đan. Người dân Bột Hải cùng nhau nổi dậy để chống lại những thế lực cai trị mới, và nhiều phong trào phục quốc đã xuất hiện trong khoảng 200 năm.
Bắt đầu từ năm 927, người Khiết Đan bắt đầu săn lùng và hành quyết tất cả các thành viên của vương tộc Bột Hải để ngăn chặn việc bất kỳ ai có thể được đưa lại lên ngai vàng Bột Hải, dù là vua hay nữ vương. Tuy nhiên, một vài thành viên của vương tộc vẫn sống sót. Trong số họ có Đại Quang Hiển (Dae Gwang-hyeon) đang ẩn nấu. Một số thành viên gia tộc họ Đại khác đã thống nhất các nhóm kháng cự ở phía tây sông Áp Lục, đánh chiếm thành Hốt Hãn (nay là Ninh An, Hắc Long Giang, Trung Quốc) thuộc Long Tuyền phủ và lập nên vương quốc Hậu Bột Hải tại thành Hốt Hãn đó trong tháng 12 năm 927.
Hậu Bột Hải ra đời với sự nỗ lực của các quý tộc Bột Hải cũ để lập nên một vị vua mới họ Đại lên ngai vàng và hồi sinh vương quốc. Những người dân Bột Hải ngay lập tức đã nổi dậy chống lại người Khiết Đan và điều này nằm ngoài tầm kiểm soát của vương quốc Đông Đan (đời vua Gia Luật Bội). Vua Gia Luật Bội liền bổ nhiệm cựu vua Bột Hải là Đại Nhân Soạn (khi đó đã hơn 50 tuổi, cha của Đại Quang Hiển) làm quan chức cấp cao của vương quốc Đông Đan nhằm xoa dịu sự phẫn nộ của dân chúng Bột Hải. 
Gia Luật Bội còn lập một thành viên vương tộc Bột Hải là Đại thị làm trắc thất (vương phi) của ông. Tuy nhiên dân chúng Bột Hải vẫn tiếp tục tham gia vào quân đội của vương quốc Hậu Bột Hải để chống lại vương quốc Đông Đan.
Đông đô của Đại Khiết Đan quốc (gọi là thành Đông Kinh, Liêu Dương, Liêu Ninh ngày nay) từng là căn cứ để giám sát các lãnh thổ Bột Hải trước đây. Theo một số liệu do Pamela Crossley trích dẫn, cư dân của thành phố, hơn 40.000 người vào đầu thế kỷ thứ 10, chủ yếu là người Bột Hải. Đại Nhân Soạn, vị vua Bột Hải cuối cùng và các thành viên khác của dòng dõi hoàng gia Bột Hải trước đây vẫn nắm giữ quyền lực đáng kể ở Đông Đan và thành Đông Kinh sau khi Bột Hải sụp đổ. Mặt khác, một số tầng lớp tinh hoa của Bột Hải đã hòa nhập vào tầng lớp quý tộc Đại Khiết Đan quốc và thường thay đổi danh tính cá nhân của họ một cách đáng kể.
Năm 928, quân đội của vương quốc Hậu Bột Hải từ Long Tuyền phủ tiến hành nam hạ, lần lượt đánh chiếm Đồng Châu phủ, Hiển Đức phủ, Long Nguyên phủ, Trường Lĩnh phủ, Áp Lục phủ và Nam Hải phủ của vương quốc Đông Đan (đời vua Gia Luật Bội). Vương quốc Đông Đan chỉ còn lại 12 phủ.
Để tiếp tục quan hệ hữu nghị giữa Bột Hải và Nhật Bản, vương quốc Đông Đan của vua Gia Luật Bội đã cử một phái đoàn ngoại giao qua Biển Nhật Bản vào năm 929. Triều đình Nhật Bản ở Kyoto (đời Thiên hoàng Daigo) đã từ chối phái đoàn của Đông Đan vì lòng trung thành với vương quốc Bột Hải cũ. Nền độc lập của Đông Đan (đời vua Gia Luật Bội) bị yếu dần trong năm 929 khi người cai trị mới của Đại Khiết Đan quốc là Gia Luật Đức Quang ra lệnh di dời dân cư của Đông Đan sang Đại Khiết Đan quốc.
Khi vua Hậu Đường Minh Tông của nhà Hậu Đường biết được việc Gia Luật Bội đang bị đặt dưới sự giám sát của Gia Luật Đức Quang thì ông ta đã cử các mật sứ đến khuyên Gia Luật Bội hãy chạy trốn đến nhà Hậu Đường, nhằm tránh bị ám sát. Gia Luật Bội nói rằng: "Ta nhường đế quốc cho hoàng đế, song nay ta bị ngờ vực. Sẽ tốt hơn khi ta đi đến một nước khác mà ở đó ta có thể giống như Ngô Thái Bá". Gia Luật Bội đã mang theo sủng thiếp Cao thị cùng bộ sách to lớn của mình, lên một con thuyền và đi đến Hậu Đường vào năm 930. Tháng 11 âm lịch năm 930, Gia Luật Bội đã đến Đăng Châu của nhà Hậu Đường. Tại đây Gia Luật Bội đã trở thành một khách quý của vua Hậu Đường Minh Tông, thậm chí còn được vị Hoàng đế này ban cho họ Lý của hoàng tộc.
Con trai trưởng của Gia Luật Bội là Gia Luật Nguyễn còn ở lại Đại Khiết Đan quốc, nhưng Gia Luật Nguyễn được hoàng đế Gia Luật Đức Quang coi như con và được tôn lên làm vua của vương quốc Đông Đan, với Đoan Thuận hoàng hậu Tiêu thị làm nhiếp chính của vương quốc Đông Đan. Cựu vua Bột Hải là Đại Nhân Soạn (cha của Đại Quang Hiển) tiếp tục phò tá cho vua Gia Luật Nguyễn và nhiếp chính Đoan Thuận hoàng hậu Tiêu thị.
Thời gian này, núi Trường Bạch (Baekdu, Bạch Đầu trong tiếng Triều Tiên) thuộc Áp Lục phủ của vương quốc Hậu Bột Hải tiếp tục phun trào núi lửa một cách khủng khiếp vào thế kỷ thứ X (có khả năng là trong thời gian từ đầu năm 925 đến năm 947). Điều này gây ảnh hưởng nghiêm trọng đến đời sống cư dân Hậu Bột Hải.
Cùng năm 930, các tướng lĩnh của vương quốc Hậu Bột Hải tại Áp Lục phủ và Nam Hải phủ đã tôn thái tử Đại Quang Hiển lên làm thủ lĩnh cai trị 2 phủ này. Từ đó vương quốc Hậu Bột Hải chỉ còn cai trị 5 phủ là Long Tuyền phủ, Đồng Châu phủ, Long Nguyên phủ, Hiển Đức phủ và Trường Lĩnh phủ.
Năm 931, Đoan Thuận hoàng hậu Tiêu Thị phái sứ giả từ vương quốc Đông Đan (đời vua Gia Luật Nguyễn) sang nhà Hậu Đường (đời vua Hậu Đường Minh Tông) để bang giao và triều cống. Một số lượng lớn quân nổi dậy đã nổi lên trên lãnh thổ Bột Hải trước đây sau cuộc chinh phục vương quốc của triều đại nhà Liêu từ năm 926, mặc dù hầu hết đều nhanh chóng bị quân Liêu đánh bại.
Từ năm 932 đến năm 935, Đại Quang Hiển cùng vua của vương quốc Hậu Bột Hải họ Đại (không rõ tên) liên tục phát binh tấn công Liêu Đông phủ, Hoàng Long phủ, Túc Châu phủ, Mạc Hiệt phủ, Thiết Lợi phủ, Doanh Châu phủ, Đông Bình phủ và Súy Tân phủ của vương quốc Đông Đan (đời vua Gia Luật Nguyễn). Tuy nhiên phần thắng thường nghiêng về vương quốc Đông Đan.
Sau khi chiến bại trước quân đội Đông Đan (đời vua Gia Luật Nguyễn) vào năm 935, vua của vương quốc Hậu Bột Hải họ Đại (không rõ tên) đã bị cựu tri phủ của Nam Hải phủ là Liệt Vạn Hoa (열만화, 烈萬華, Yeol Manhwa) và Ô Tế Hiển (오제현, 烏濟顯, Oh Je-hyeon) của gia tộc Ô tiến hành đảo chính. Vua của Hậu Bột Hải họ Đại đó đã bị lật đổ ngôi vua và bị giết chết ở Tây Kinh (nay là Lâm Giang, Cát Lâm, Trung Quốc). Với sự giúp đỡ của Ô Tế Hiển (오제현, 烏濟顯, Oh Je-hyeon) của gia tộc Ô, Liệt Vạn Hoa đã tự lập làm vua, định đô tại Tây Kinh (nay là Lâm Giang, Cát Lâm, Trung Quốc), đổi tên vương quốc sang Định An, lập ra Định An Quốc trong năm 935.
Một số quý tộc họ Đại người Bột Hải vẫn trấn giữ thành Hốt Hãn (nay là Ninh An, Hắc Long Giang, Trung Quốc) và cai trị Long Tuyền phủ. Họ tuyên bố không phục tùng vua Liệt Vạn Hoa mà tuyên bố độc lập khỏi Định An Quốc, với quốc hiệu vẫn giữ nguyên là Hậu Bột Hải. Như vậy Định An Quốc chỉ cai trị 4 phủ là Long Nguyên phủ, Hiển Đức phủ, Trường Lĩnh phủ và Đồng Châu phủ.

## BịĐịnh An Quốc,Cao LyvàĐại Khiết Đan quốctấn công
Cựu vua Bột Hải là Đại Nhân Soạn (cha của Đại Quang Hiển) được cho là đã qua đời khi phụng sự cho vương quốc Đông Đan (đời vua Gia Luật Nguyễn), hưởng thọ khoảng 60 tuổi.
Cùng năm 935, Đoan Thuận hoàng hậu Tiêu Thị phái sứ giả từ vương quốc Đông Đan (đời vua Gia Luật Nguyễn) sang nhà Hậu Đường (đời vua Hậu Đường Phế Đế) để bang giao và triều cống.
Cảm thấy không cần thiết để vương quốc Đông Đan tồn tại bên cạnh mình, hoàng đế Gia Luật Đức Quang của Đại Khiết Đan quốc quyết định sáp nhập toàn bộ lãnh thổ vương quốc Đông Đan với 12 phủ (Hoàng Long phủ, Mạc Hiệt phủ, Định Lý phủ, An Biên phủ, Súy Tân phủ, Đông Bình phủ, Thiết Lợi phủ, Hoài Viễn phủ, An Viễn phủ, Liêu Đông phủ, Túc Châu phủ và Doanh Châu phủ) vào lãnh thổ Đại Khiết Đan quốc trong năm 936. Vua Gia Luật Nguyễn và nhiếp chính Đoan Thuận hoàng hậu Tiêu thị của vương quốc Đông Đan trở thành những tông thất của Đại Khiết Đan quốc. Lực lượng chính của quân Liêu cũng rời khỏi khu vực của vương quốc Bột Hải cũ.
Vua Liệt Vạn Hoa của Định An Quốc sau đó đã phái binh tấn công Áp Lục phủ của thái tử Đại Quang Hiển. Hai bên giao chiến nhiều trận nhưng quân đội của Đại Quang Hiển thua trận, bị mất nhiều vùng đất thuộc Áp Lục phủ vào tay quân Định An Quốc do Liệt Vạn Hoa chỉ huy.
Sau khi diệt Hậu Bách Tế và thống nhất bán đảo Triều Tiên, vua Cao Ly Thái Tổ phái quân Cao Ly tấn công Nam Hải phủ của thái tử Đại Quang Hiển. Quân của Đại Quang Hiển liên tiếp thua trận, nhiều đất đai thuộc phía tây Nam Hải phủ bị sáp nhập vào Cao Ly. Sau đó quân Cao Ly tiếp tục bắc tiến và đánh chiếm thêm nhiều thành trì phía tây Áp Lục phủ của Đại Quang Hiển. Lãnh thổ của Đại Quang Hiển bị thu hẹp lại đáng kể.
Cuối năm 936, Gia Luật Đức Quang (khi đó đang cùng Thạch Kính Đường đánh vua Hậu Đường Phế Đế ở Trung Nguyên) phái quân Khiết Đan tấn công Áp Lục phủ và Nam Hải phủ của thái tử Đại Quang Hiển. Quân đội của Đại Quang Hiển bị đánh bại nhiều trận lớn và còn phải chịu ảnh hưởng từ việc phun trào núi lửa của núi Trường Bạch, không thể gượng dậy được nữa.

## Đào thoát sang Cao Ly
Sau khi nhận thấy thực lực của mình không thể chống lại người Khiết Đan, thái tử Đại Quang Hiển dẫn nhiều người dân, quý tộc của mình đào thoát đến Cao Ly với hi vọng tập hợp sức mạnh để trả thù cho thất bại nhục nhã và sự sụp đổ của vương quốc Bột Hải. Đại Quang Hiển (khi đó hơn 40 tuổi) cùng với nhiều người dân Bột Hải (chủ yếu là người Bột Hải gốc Cao Câu Ly), gồm cả quý tộc Bột Hải đã chạy trốn tới láng giềng Cao Ly ở phía nam vào tháng 1 năm 937, tức năm thứ 17 đời vua Cao Ly Thái Tổ trị vì. Theo Cao Ly sử, số người tị nạn Bột Hải đi cùng thái tử lên tới hàng chục nghìn hộ gia đình. Vua Cao Ly Thái Tổ đón tiếp nhóm người của Đại Quang Hiển rất nồng hậu và Đại Quang Hiển còn được Cao Ly Thái Tổ đưa vào gia đình cầm quyền của Cao Ly, mang lại sự thống nhất của hai quốc gia kế thừa cho Cao Câu Ly.
Vua Liệt Vạn Hoa của Định An Quốc nhanh chóng phái quân Định An Quốc của mình đến trấn giữ những thành trì bỏ trống của quân đội Đại Quang Hiển tại Áp Lục phủ và Nam Hải phủ. Đến lúc này, Định An Quốc đã cai trị 6 phủ là Long Nguyên phủ, Hiển Đức phủ, Trường Lĩnh phủ, Áp Lục phủ, Nam Hải phủ và Đồng Châu phủ.
Là hậu duệ của Cao Câu Ly, người Bột Hải và triều đại Cao Ly có quan hệ họ hàng với nhau. Vua Cao Ly Thái Tổ cảm thấy có mối quan hệ họ hàng gia đình mạnh mẽ với người Bột Hải, gọi đó là "đất nước họ hàng" và "đất nước đã kết hôn" của mình, và bảo vệ những người tị nạn Bột Hải. Điều này hoàn toàn trái ngược với Tân La, vốn có mối quan hệ thù địch với Bột Hải.
Nhiều hậu duệ của hoàng tộc Bột Hải tại Cao Ly đã đổi họ thành Thái (Tae, 태, 太) trong khi Thái tử Đại Quang Hiển đổi sang họ Vương (Wang, 왕, 王), tên của hoàng tộc Cao Ly. Điều này đã dẫn đến việc Đại Khiết Đan quốc (sang năm 947 gọi là Đại Liêu quốc) cắt quan hệ ngoại giao với Cao Ly song không đe dọa xâm lược. Vua Cao Ly Thái Tổ tiếp tục đón nhận những người tị nạn từ Bột Hải và theo đuổi chính sách mở rộng về phía bắc (có thể được thực hiện do sự vắng mặt của một vương quốc Triều Tiên ở nơi từng là lãnh thổ Cao Câu Ly).
Vua Cao Ly Thái Tổ thể hiện sự thù địch mạnh mẽ đối với người Khiết Đan đã tiêu diệt vương quốc Bột Hải. Năm 942, hoàng đế Gia Luật Đức Quang của Đại Khiết Đan quốc gửi thêm 30 sứ giả cùng 50 con lạc đà đến Cao Ly của Cao Ly Thái Tổ, nhưng lần này Cao Ly Thái Tổ đã từ chối món quà, đày 30 sứ thần Khiết Đan đến một hòn đảo và khiến 50 con lạc đà chết đói dưới một cây cầu, sự kiện được gọi là "Sự cố cầu Manbu". Theo Tư trị thông giám, Cao Ly Thái Tổ còn đề xuất với vua Hậu Tấn Cao Tổ của nhà Hậu Tấn rằng ông ta tấn công người Khiết Đan để trả thù cho vương quốc Bột Hải. Hơn nữa, trong Mười điều răn dành cho con cháu của mình, Cao Ly Thái Tổ tuyên bố rằng người Khiết Đan là "những con thú man rợ" và cần phải đề phòng. Cuộc chinh phục vương quốc Bột Hải của người Khiết Đan đã dẫn đến sự thù địch kéo dài của Cao Ly đối với Đại Khiết Đan quốc.
Đại Quang Hiển có ít nhất một người con trai, Đại Đạo Tú (Dae Do-su), người về sau đã lãnh đạo Cao Ly (đời vua Cao Ly Thành Tông) giành chiến thắng trước quân đội nhà Liêu (đời vua Liêu Thánh Tông) tại thành An Nhung (Anyung) trong Chiến tranh Cao Ly - Khiết Đan lần thứ nhất năm 993. Tuy nhiên trong Chiến tranh Cao Ly - Khiết Đan lần thứ hai vào năm 1010, khi đang thủ thành Seogyeong trước sự tấn công của quân Liêu, Đại Đạo Tú bị một tướng Cao Ly là Tak Sachong phản bội, không đến chi viện khi ông ta xuất thành nghênh chiến nên Đại Đạo Tú đã bị quân Liêu bắt sống. Thành Seogyeong rơi vào tay quân Liêu. Không rõ kết cục sau này của Đại Đạo Tú. Người con trai của Đại Đạo Tú là Đại Hanh Nhân (대형인, 大亨仁, Dae Hyongin) cùng cháu nội của Đại Đạo Tú là Đại Hồng Duẫn (대홍윤, 大洪允, Dae Hongyun) tiếp tục sinh sống tại Cao Ly.
Ông cũng là tổ tiên của các gia tộc Thái (Tae, 태, 太) ở Hyeopgye và Yeongsun, và gia tộc Đại (Dae, 대, 大) ở Miryang, hầu hết các thành viên trong gia tộc hiện sinh sống tại Hàn Quốc.

## Trong văn hóa đại chúng
- Được đóng bởi Kim Kyoo trong bộ phim truyền hình KBS1 (2000-2002) Taejo Wang Geon.
- Được đóng bởi Heo Maeng-ho trong bộ phim truyền hình KBS2 2009 Empress Cheonchu.